# 墨西哥蝮
墨西哥蝮（學名：Agkistrodon bilineatus）是蛇亞目蝰蛇科蝮亞科蝮屬下的一種毒蛇，主要分布於墨西哥，並向南方分布至中美洲的哥斯達黎加。目前已有4個亞種得到確認。

## 特徵
在蝮蛇的品種中，墨西哥蝮屬於體型較重的一種，身體上有一般蝮蛇的特徵。平均體長有60公分，頭部寬闊而呈三角形，雙眼細小，瞳孔呈直線型，是典型有毒蝮蛇的特徵。墨西哥蝮有數種顏色，主要為褐色或黑色，有較深色的斑紋。墨西哥蝮的其中一種亞種「A. b. taylori」更以多款不同顏色的斑紋見稱。牠們的頭部有兩條相當明顯的條紋，通常呈黃色或白色，由鼻端開始向上眼瞼位置一直伸延至頸部，而鼻端與上唇間亦有兩條白色橫間條紋向兩旁伸延至頸側。 墨西哥蝮的幼蛇身體顏色較為深暗，因此體紋通常更為明顯，尾巴末端呈淺綠色或黃色，用作引誘獵物。

## 地理分布
墨西哥蝮主要分布於墨西哥（包括塔毛利帕斯州、新萊昂州、韋拉克魯斯州及恰帕斯州，尤卡坦半島的尤卡坦州、金塔納羅奧州、坎佩切州與及伯利茲北方）與及中美洲（危地馬拉、薩爾瓦多、洪都拉斯、尼加拉瓜與及哥斯達黎加西北部）。其標本產地為「危地馬拉的太平洋海岸」。

## 保育情況
墨西哥蝮被國際自然保護聯盟IUCN紅色名錄歸類為「近危物種」（NT）。這代表墨西哥蝮目前雖未處於極危、瀕危、易危水平，但在可見將來間亦有受威脅的跡象。

## 行為習性
墨西哥蝮與其他分布在美國的蝮蛇一樣，都有著典型的暴躁性格，而且非常危險。牠們對於外界非常敏感，膽子不大，如果受到威脅的話第一個本能反應通常是逃跑。若然不能逃跑，牠們會昂首張口，作出威嚇的姿態，並只會在別無他選的情況下才會作出咬擊。

## 繁殖
墨西哥蝮多於春天繁衍後代，與大部份蝮蛇一樣都是卵胎生的，雌蛇每胎能誕下5至20條幼蛇。

## 毒性
根據Gloyd及Conant的報告（1990年）指出，「這品種在其分布範圍內是非常可怕的物種」，在某些地區中墨西哥蝮的名聲比三色矛頭蝮（Bothrops asper）等可怕蛇類更令人恐懼，在尼加拉瓜牠更被認為是當地最危險的蛇類。人類被墨西哥蝮所咬後，會出現傷口炙痛、腫脹及變色的情況，如果被成年的墨西哥蝮所咬，傷口的皮膚及肌肉更會發生嚴重的腫脹甚至壞死，在墨西哥當地每6宗被墨西哥蝮咬傷的事件中，約有1宗個案需要進行截肢手術，有些咬擊更能在數小時內奪人性命。

## 亞種
| 亞種名                              | 學名及命名者                              | 地理分布                                                                                         |
| ----------------------------------- | ----------------------------------------- | ------------------------------------------------------------------------------------------------ |
| 墨西哥蝮                            | A. b. bilineatus，(Günther, 1863)         | 墨西哥南索諾拉州的太平洋海岸平原，向東南方分布到薩爾瓦多及危地馬拉。在墨西哥莫雷洛斯州亦有發現。 |
| Agkistrodon bilineatus howardgloydi | A. b. howardgloydi，(Conant, 1984)        | 洪都拉斯、尼加拉瓜及哥斯達黎加的乾燥太平洋低地帶。                                               |
| Agkistrodon bilineatus russeolus    | A. b. russeolus，(Gloyd, 1972)            | 分布於墨西哥尤卡坦半島的金塔納羅奧州、坎佩切州、尤卡坦州等州份，也出現於伯利茲的北部。           |
| Agkistrodon bilineatus taylori      | A. b. taylori，(Burger & Robertson, 1951) | 墨西哥的聖路易斯波托西州東北部、新萊昂州及塔毛利帕斯州。                                         |

## 備註
1. 1 2 3 4 5  McDiarmid RW, Campbell JA, Touré T. 1999. Snake Species of the World: A Taxonomic and Geographic Reference, vol. 1. Herpetologists' League. 511 pp. ISBN 1-893777-00-6 (series). ISBN 1-893777-01-4 (volume).
2. 1 2 3  . ITIS.   [2 November 2006].
3. ↑  Boulenger, G.A. 1896. Catalogue of the Snakes in the British Museum (Natural History) Volume III. London.
4. ↑  （英文）IUCN紅色名錄：墨西哥蝮
5. ↑  Warrell DA. 2004. Snakebites in Central and South America: Epidemiology, Clinical Features, and Clinical Management. In Campbell JA, Lamar WW. 2004. The Venomous Reptiles of the Western Hemisphere. Comstock Publishing Associates, Ithaca and London. 870 pp. 1500 plates. ISBN 0-8014-4141-2.

## 外部連結
- （英文）TIGR爬蟲類資料庫：墨西哥蝮
- （英文）TIGR爬蟲類資料庫：墨西哥蝮亞種
- （英文）墨西哥生態資源庫：墨西哥蝮 （页面存档备份，存于）